# Абдальські стави
Абдальські стави (крим. Abdal avitlar), Сергіївські стави (рос. Сергеевские пруды) — стави на річці Абдалка (Боурча), притоці Малого Салгиру. Розташовані в Сімферополі, на півночі міста у місцевостях Старий Абдал (Загороднє) та Новий Абдал (Біле), розділені об'їзною дорогою Ялтинської траси.
Невідомо, чому стави названо Сергіївськими, оскільки це назва зовсім іншого району кримської столиці, розташованого в декількох кілометрах.
У старі часи це було дуже тихе місце — ніхто і не міг припустити, що тут коли-то побудують об'їзну дорогу і тому це місце стане таким популярним — зараз поруч із ними побудовано величезну кількість магазинів різноманітної спрямованості.

## Опис

### Верхній Абдальський (Сергіївський) став
Переповнений дощовими стоками на річці за об'їзної Ялтинської автотраси перед торгово-розважальним центром «FM». Це район нових величезних особняків на березі озера, тут і там можна побачити надпис «продається».
Біля озера встановлено вказівник, що вказує ціни для місцевих рибаків.

### Нижній Абдальський (Сергіївський) став
Став в районі вулиці Ковильної перетворився на засмічене болото з випаленим очеретом. З нижнього ставка Абдалка пробирається на вулицю Титова, де впадає в річку Малий Салгир.
Цікаво, що цей «очеретяний рай» весь переповнений птичими криками — десь там живуть не потривожені людьми й дрібними хижаками птичі зграї.
Тут же можна побачити місцеву пам'ятку — Абдальске джерело. Попри свої невеликі розміри, воно часто рятує від жаги жителів району при аваріях у водопровідній системі.

## Зображення

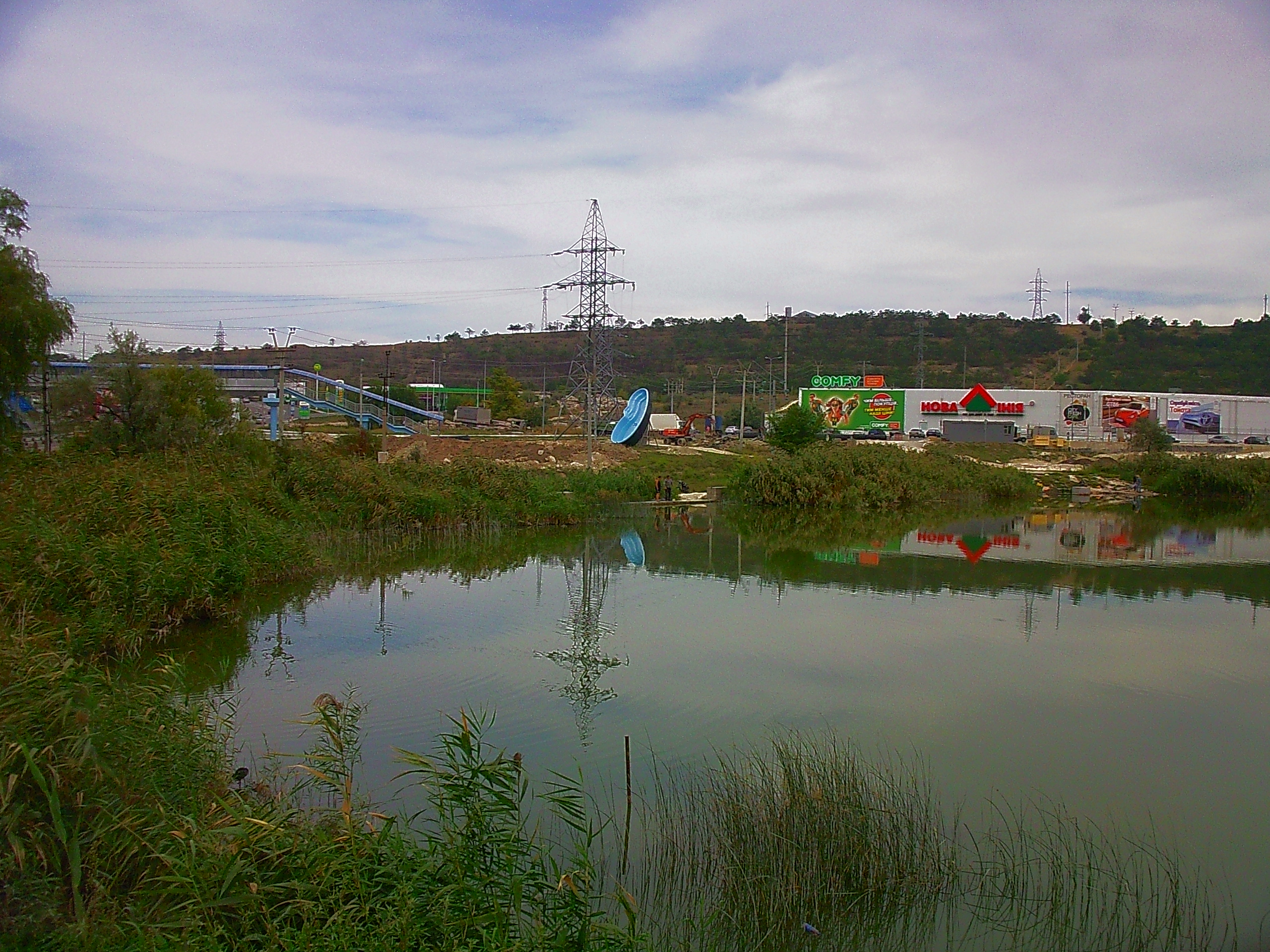
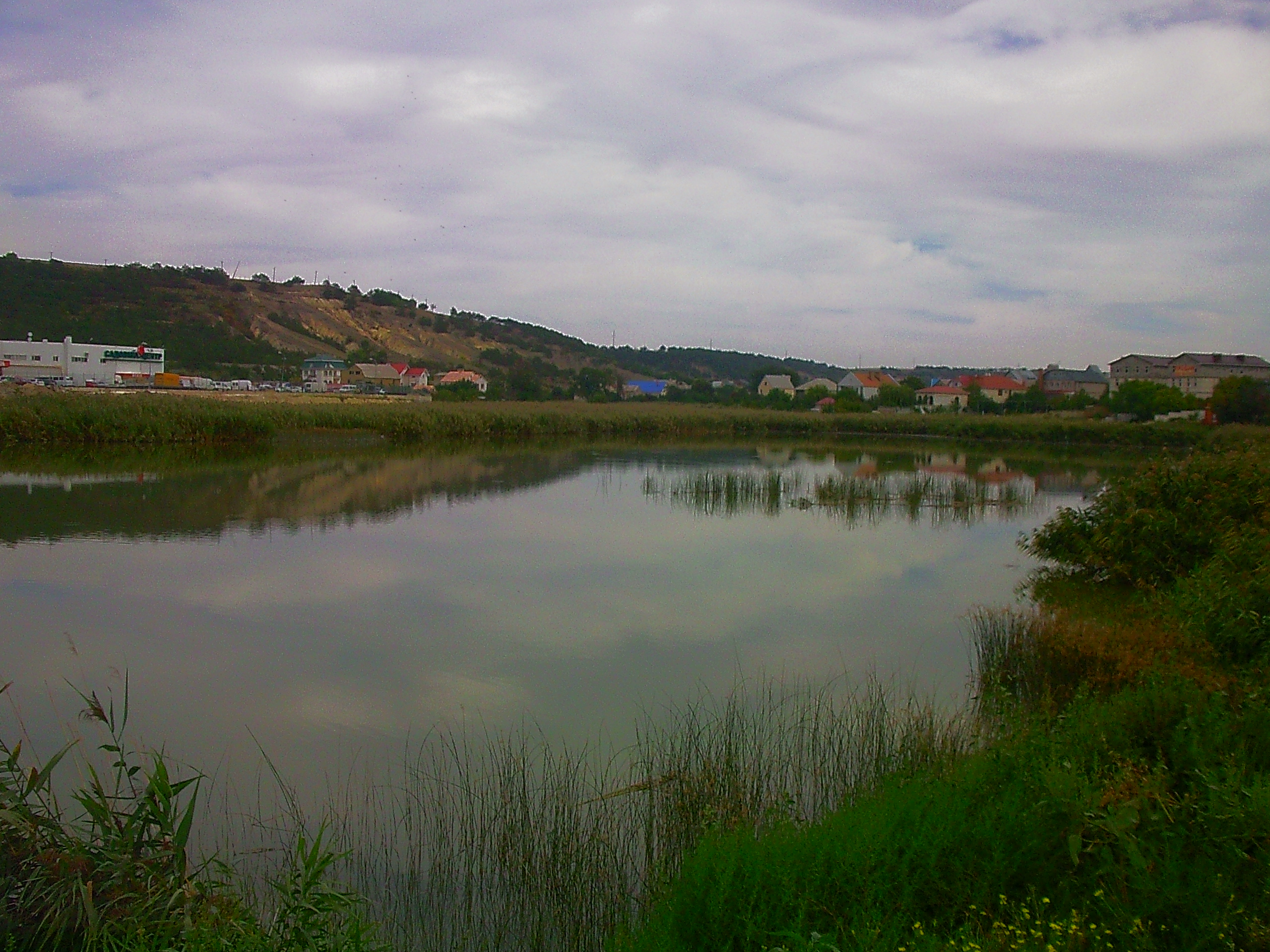
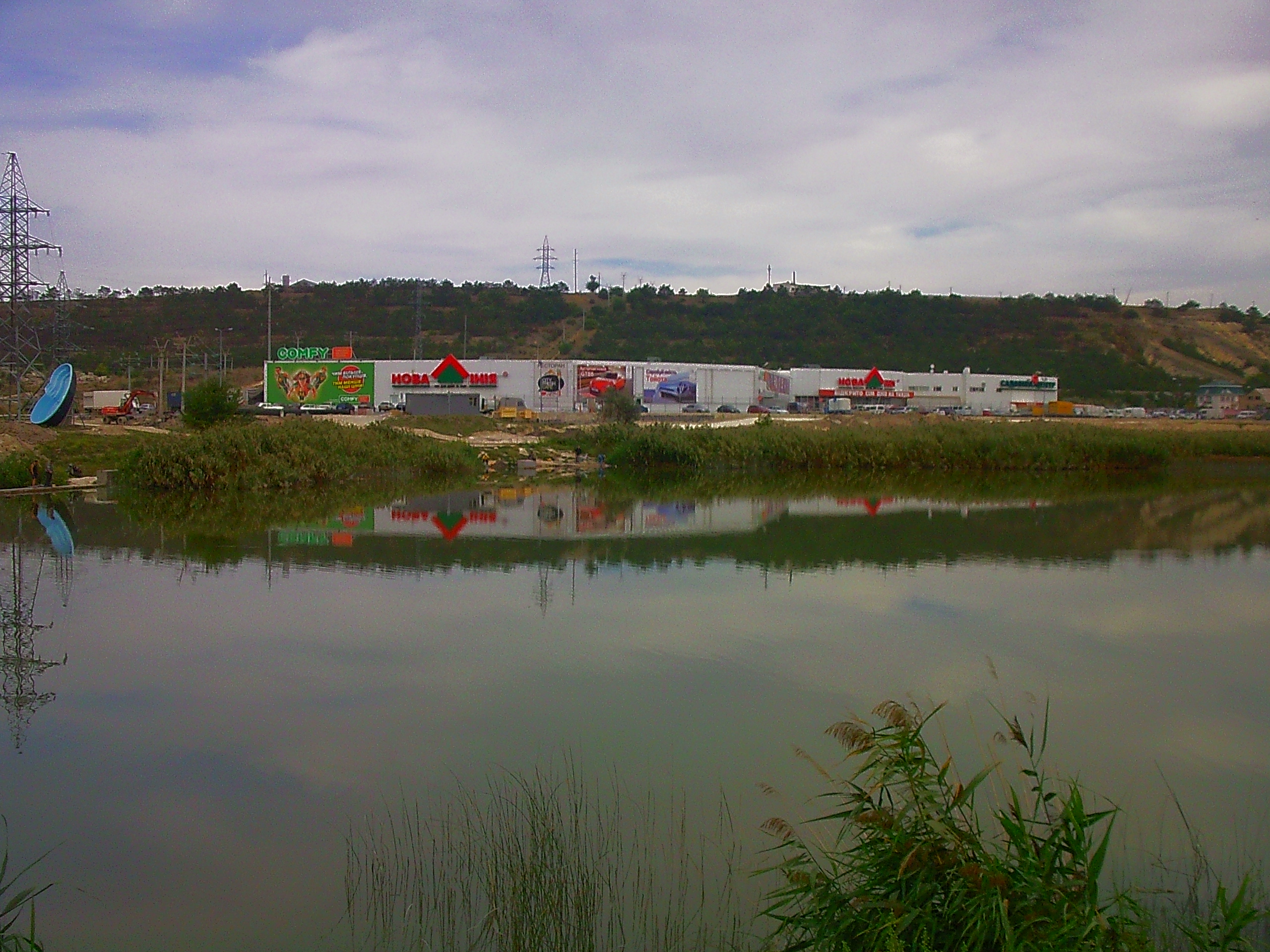
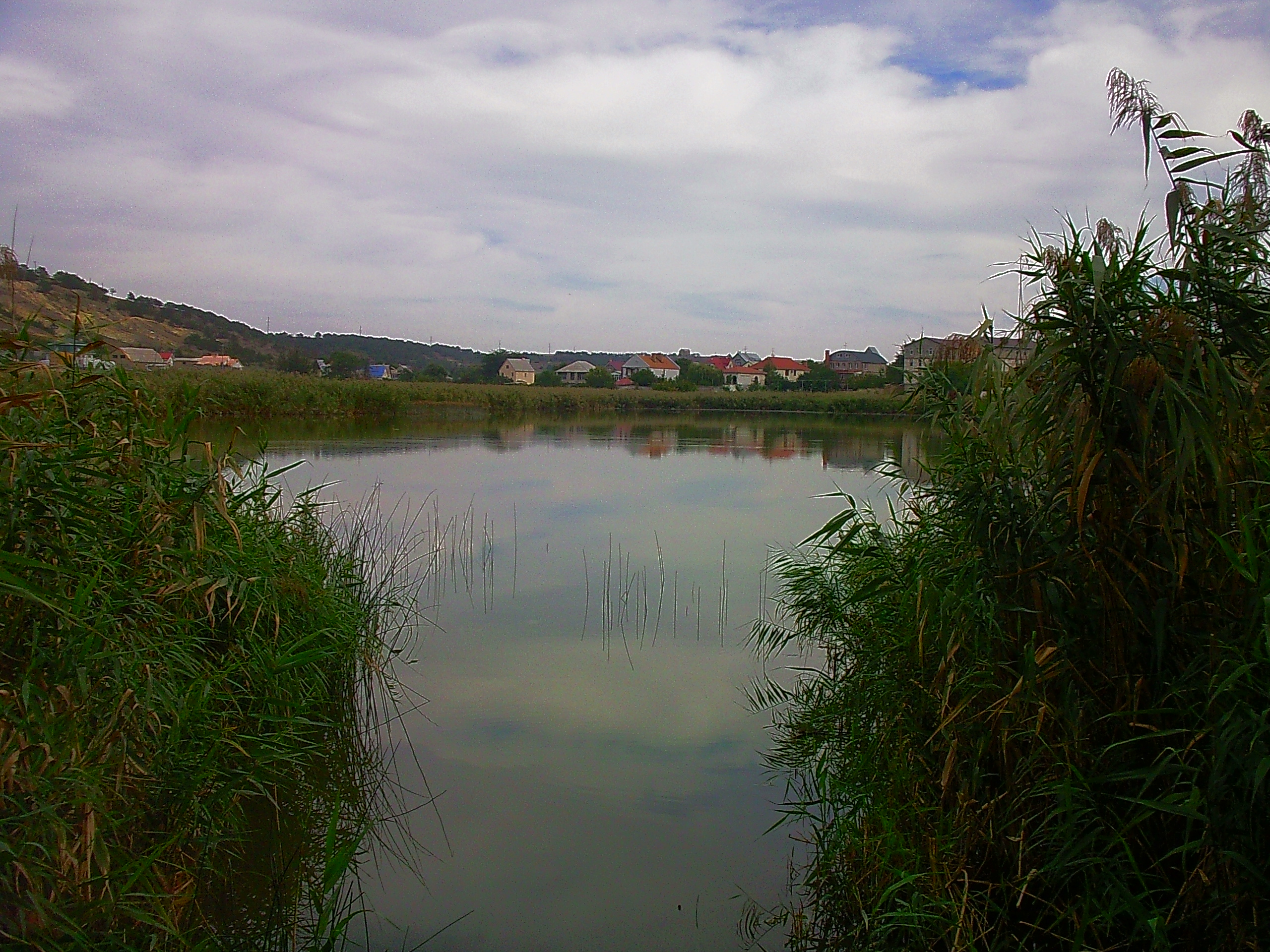
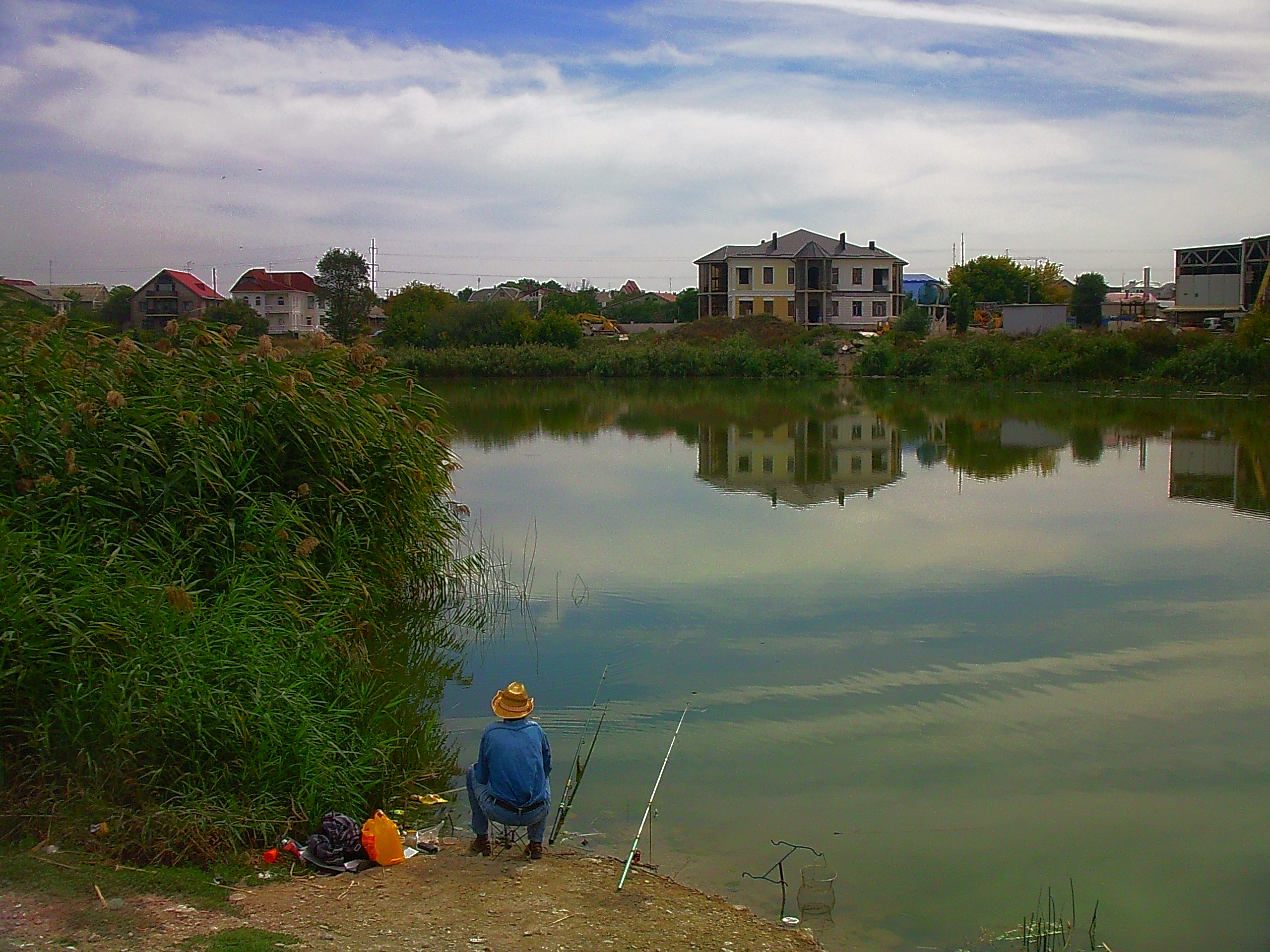
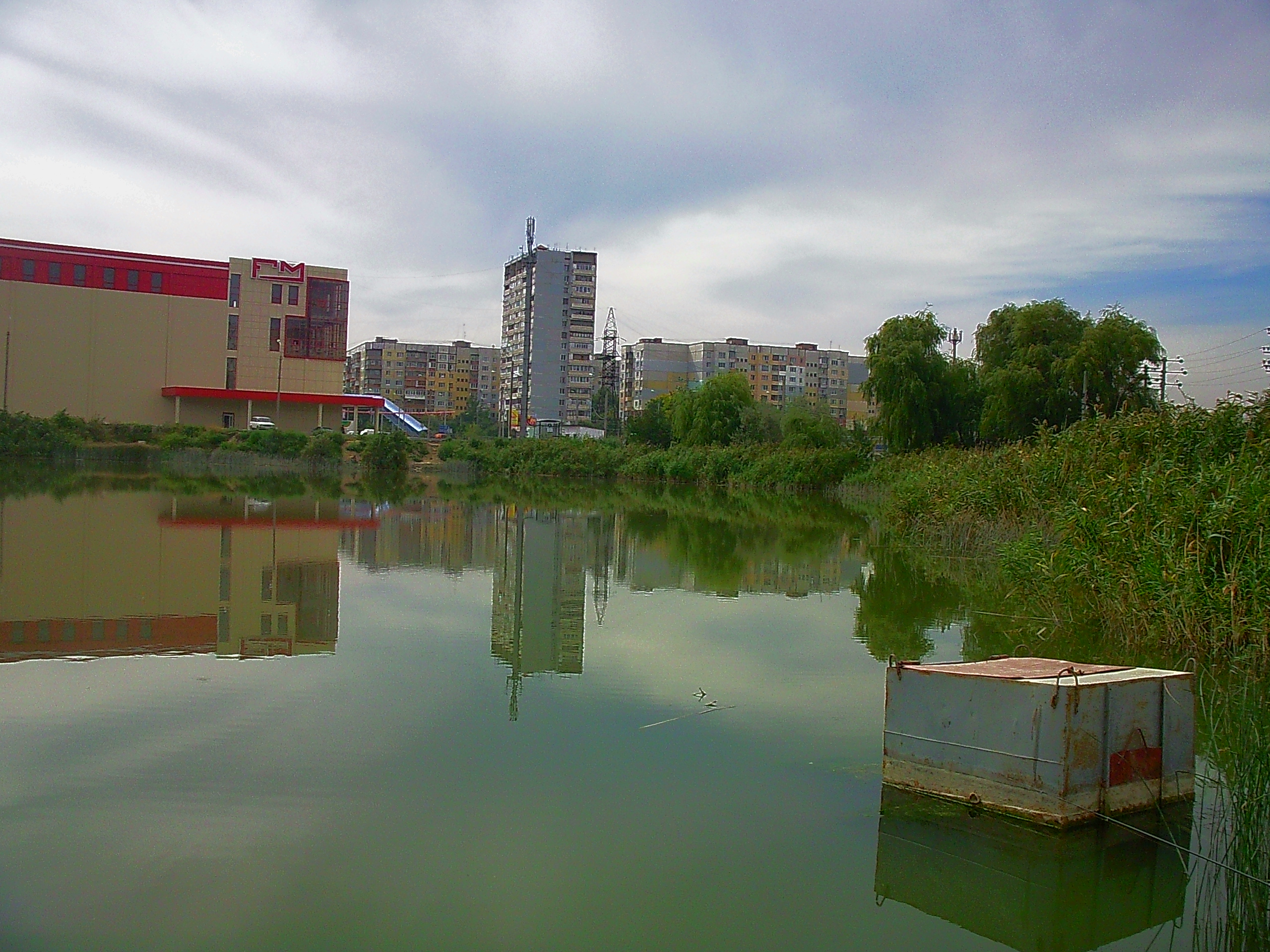